# Scaphoideus blennus
Scaphoideus blennus är en insektsart som beskrevs av Barnett 1977. Scaphoideus blennus ingår i släktet Scaphoideus och familjen dvärgstritar. Inga underarter finns listade i Catalogue of Life.